# Columbus Crew
Il Columbus Crew è una società calcistica statunitense con sede nella città di Columbus, in Ohio. Ha sempre militato nella Major League Soccer (MLS), di cui è stato uno dei club fondatori nel 1996; disputa le proprie partite casalinghe al Lower.com Field, impianto da 20.139 posti.
Dal 2015 al 2020 il club aveva assunto la denominazione Columbus Crew Soccer Club.

## Storia

### Gli esordi
Il 15 giugno del 1994 la Major League Soccer annunciò Columbus come la prima città ad aggiudicarsi una franchigia nella nuova lega, grazie alla sottoscrizione di 11.500 abbonamenti per la stagione inaugurale. In un primo momento, visto che la soglia di 10.000 abbonamenti era stata superata lo stesso giorno di un'eclissi solare, si era pensato di chiamare il club "Columbus Eclipse", ma la scelta cadde successivamente su Columbus Crew, come venne ufficializzato il 17 ottobre 1995. La prima partita disputata dai Crew fu una netta vittoria casalinga per 4-0 contro il D.C. United, il 13 aprile 1996 davanti 25.266 spettatori.
Mentre la squadra riusciva a conquistare la qualificazione ai play-off nelle sue prime quattro stagioni, senza però cogliere trofei, un risultato storico venne raggiunto dalla dirigenza del club: il 15 maggio 1999 venne inaugurato il Columbus Crew Stadium, il primo stadio costruito specificamente per il calcio negli Stati Uniti d'America, la partita inaugurale vide i Crew battere il New England Revolution per 2-0 davanti a un tutto esaurito da 24.741 spettatori.

### Le prime vittorie

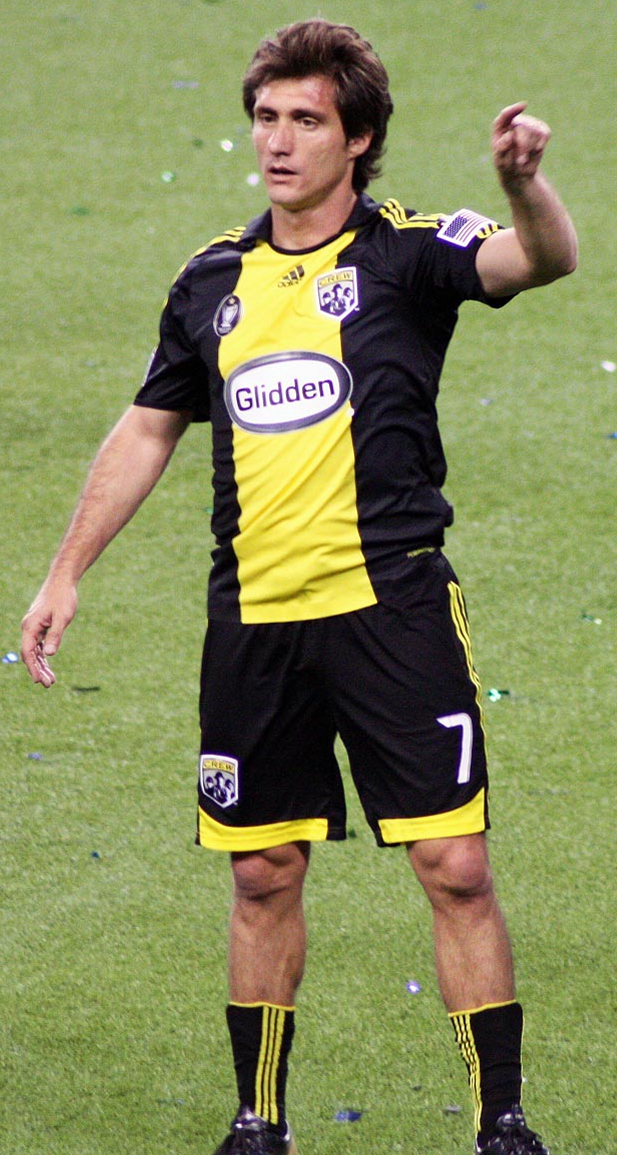
Guillermo Barros Schelotto con la maglia del Columbus Crew

Il primo trofeo venne conquistato dal Columbus Crew nella stagione 2002: battendo in finale i Los Angeles Galaxy per 1-0, la squadra dell'Ohio si aggiudicò la coppa nazionale statunitense, la U.S. Open Cup. Negli anni successivi i giallo-neri si confermarono come una delle squadre più competitive della lega: nel 2004 ottennero il Supporters' Shield, ovvero il trofeo destinato alla squadra con più punti al termine della stagione regolare, riconquistato anche nelle stagioni 2008 e 2009. Ma nel 2008 i Crew, guidati in campo dall'argentino Guillermo Barros Schelotto, riuscirono a imporsi finalmente anche nei play-off per il titolo, vincendo la MLS Cup il 22 novembre contro i New York Red Bulls nella finale disputata al The Home Depot Center.
Le vittorie consentirono ai Crew di disputare le coppe continentali nordamericane, ma le prime tre partecipazioni si conclusero tutte con altrettante eliminazioni ai quarti di finale.

### L'era Precourt e il movimento #savethecrew
Il 30 luglio 2013 il club venne acquistato dalla Precourt Sports Ventures, gruppo guidato dall'imprenditore californiano Anthony Precourt. La nuova proprietà decise in breve tempo di aggiornare l'immagine dei giallo-neri: al termine della stagione 2014 vennero presentati un nuovo logo e una nuova denominazione sociale, Columbus Crew Soccer Club, adottati a partire dal 2015. Questi importanti cambiamenti si accompagnarono sia a un rinnovato interesse da parte della tifoseria, sia a buoni risultati in campo, con la squadra che nel 2015 raggiunse la finale del campionato, persa però 2-1 in casa il 6 dicembre contro i Portland Timbers.
L'entusiasmo scemò presto, e il 17 ottobre 2017 Precourt comunicò che stava valutando la possibilità di trasferire la franchigia nella città di Austin, in Texas. Precourt lamentava il fatto di non poter aumentare gli introiti a causa della dimensione limitata di un mercato come Columbus, subendo sia un danno economico che la difficoltà di competere in una lega dalla crescita molto rapida come la MLS. La lega stessa aveva garantito a Precourt la possibilità di un futuro trasferimento del club sin dal momento del suo acquisto nel 2013. La prospettiva di perdere la squadra causò immediatamente una reazione fra i tifosi, che sostenuti anche da altre tifoserie statunitensi lanciarono un movimento di protesta sotto l'hashtag "#savethecrew". Anche le autorità locali intervennero, intentando una causa contro Precourt sulla base di una legge che impediva il trasferimento fuori dall'Ohio di una società sportiva che avesse ricevuto sovvenzioni pubbliche, come era successo ai Crew in occasione della costruzione dello stadio.

### Il nuovo cambio di proprietà

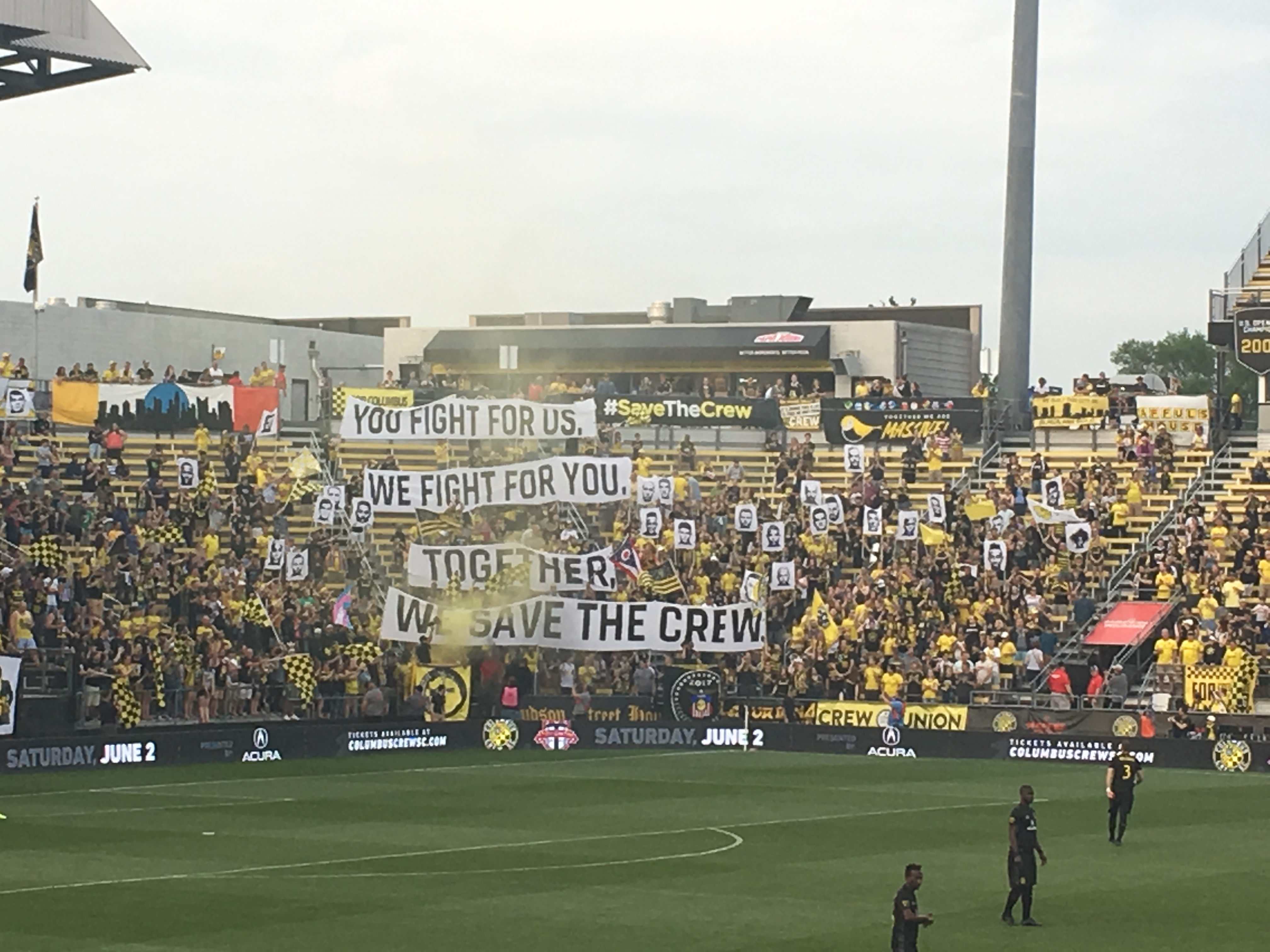
Striscioni della Nordecke contro il trasferimento della franchigia

La vicenda si concluse in modo positivo per i tifosi di Columbus quando, il 28 dicembre 2018, venne ufficializzato un accordo fra la lega e nuovi investitori: Precourt ottenne la possibilità di creare una nuova franchigia, l'Austin FC, mentre i Crew sarebbero passati a una cordata formata dalla famiglia Haslam, dalla famiglia Johnson e da Pete Edwards. I nuovi proprietari si impegnarono anche a realizzare un nuovo stadio in un'area più centrale della città.
Nel 2020 i Crew conquistarono la loro seconda MLS Cup: il 13 dicembre sconfissero con un netto 3-0 i Seattle Sounders nella finale dei play-off, disputata nuovamente nello stadio di Columbus.
Il 10 maggio 2021 la società aveva comunicato l'intenzione di modificare la propria denominazione in Columbus SC, contestualmente a un nuovo cambio di logo, ma nuove forti proteste della tifoseria hanno condotto a una parziale retromarcia, col ritorno alla denominazione "Columbus Crew" e la correzione del nuovo logo.
Il 9 dicembre 2023 il club conquista la sua terza MLS Cup, dopo aver sconfitto in finale i detentori del Los Angeles FC, battuti con il punteggio 2 a 1.

## Colori e simboli
I colori sociali del Columbus Crew sono il giallo e il nero. Il nome del club venne scelto per omaggiare la tradizione operaia della città.
Anche il primo logo societario era un omaggio alle "tute blu" della capitale dell'Ohio: all'interno di uno scudo erano infatti raffigurate le sagome di tre operai, sovrastate da una fascia gialla con scritto il nome del club in nero. Nel 2015 il nuovo proprietario del club decise di modificare il logo: venne scelto un cerchio, sul cui bordo appariva il nome del club, a racchiudere un ulteriore cerchio con delle forme geometriche gialle e nere.
L'attuale logo, introdotto durante la stagione 2021, richiama invece la particolare forma della bandiera dell'Ohio, con le sue due punte. All'interno è riportata una grande lettera C e l'anno di esordio del club, il 96. Sopra la sagoma compare la scritta Columbus, sotto invece la scritta Crew.

## Strutture

### Stadio

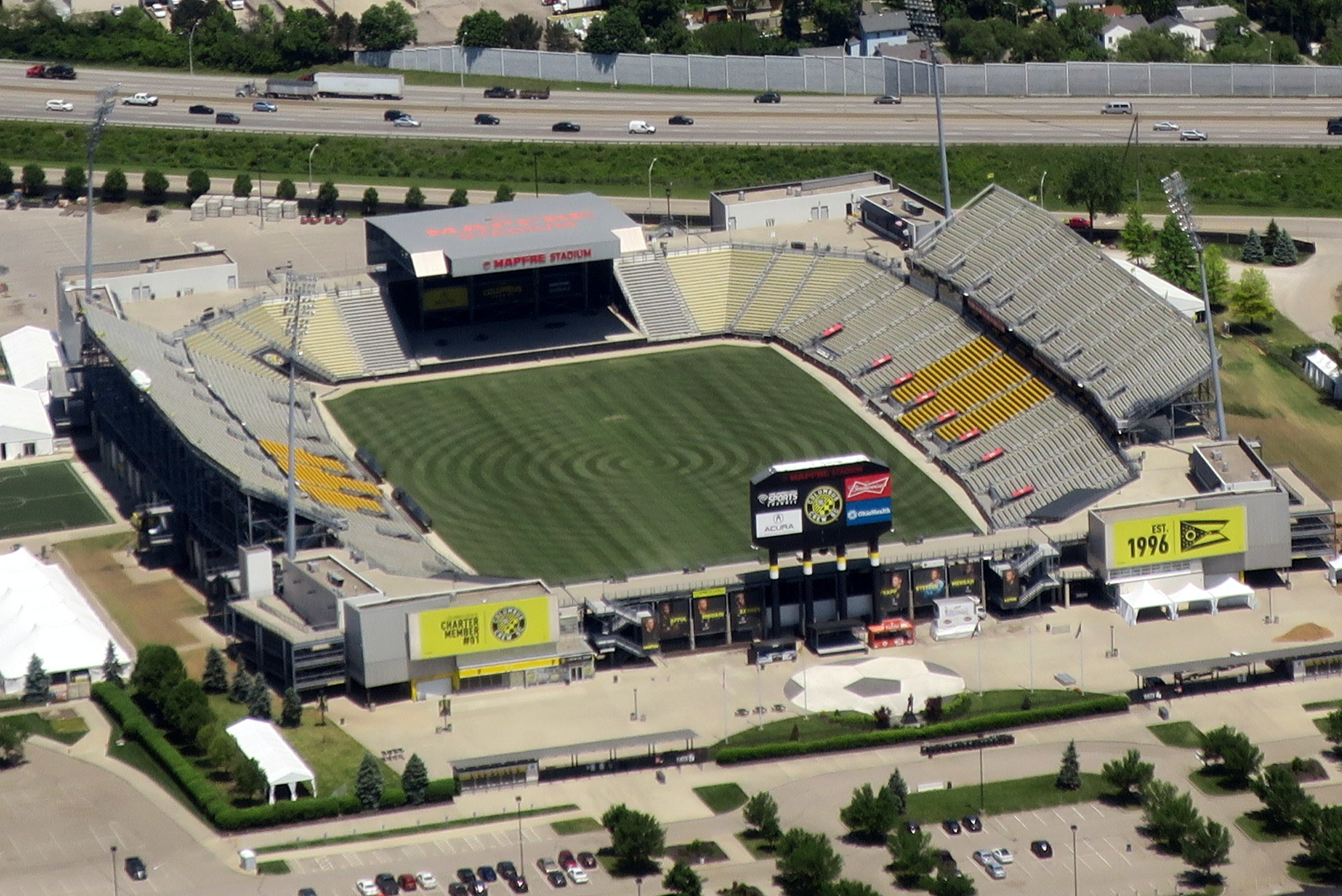
Vista aerea dell'Historic Crew Stadium nel 2018

Il Columbus Crew gioca le proprie partite casalinghe al Lower.com Field, stadio costruito appositamente per il calcio e situato al centro della città, nell'Arena District. L'impianto ha una capacità di 20.139 spettatori, e dispone di quattro tribune coperte, ciascuna composta da due anelli. Lo stadio è stato inaugurato il 3 luglio 2021, la decisione di costruire la struttura era stata presa al momento dell'acquisto del club da parte della famiglia Haslam, due anni prima.
Precedentemente i Crew avevano giocato all'Ohio Stadium, impianto di football americano, dal 1996 al 1998, fino alla costruzione di un proprio stadio. Quest'ultimo, chiamato Columbus Crew Stadium, venne inaugurato il 15 maggio 1999 e rappresentò una pietra miliare per la storia del calcio statunitense, si trattava infatti del primo stadio costruito appositamente per questo sport in tutto il paese. Alla sua apertura lo stadio aveva un primo anello su tutti e quattro i lati del campo e un secondo ordine di tribune sui lati lunghi del campo, per complessivi 22.555 posti. Nel 2008 la tribuna nord venne parzialmente sostituita con un palco per concerti sormontato da un megaschermo, riducendo la capienza a 20.145 posti. Lavori di ammodernamento della tribuna est nel 2014 fecero ulteriormente scendere la capienza a 19.968 posti. Con la costruzione del nuovo stadio il vecchio impianto è noto dal 2021 come "Historic Crew Stadium".

### Centro d'allenamento
Dal mese di giugno 2021 i giocatori dei Crew si allenano all'OhioHealth Performance Center, un centro sportivo ricavato nell'area attorno l'Historic Crew Stadium. La struttura dispone di palestre, sala video, area ristoro e quattro campi da calcio, tre in erba naturale e uno in erba sintetica, a disposizione sia della prima squadra che del settore giovanile del club.

## Società

### Allenatori e presidenti
Di seguito l'elenco cronologico degli allenatori del Columbus Crew.
- 1996  Timo Liekoski (1ª-22ª)
 Tom Fitzgerald (23ª-32ª)
- 1997-2000  Tom Fitzgerald
- 2001  Tom Fitzgerald (1ª-6ª)
 Greg Andrulis (7ª-26ª)
- 2002-2004  Greg Andrulis
- 2005  Greg Andrulis (1ª-16ª)
 Robert Warzycha (17ª-32ª)
- 2006-2008  Sigi Schmid
- 2009-2012  Robert Warzycha
- 2013  Robert Warzycha (1ª-26ª)
 Brian Bliss (27ª-34ª)
- 2014-2018  Gregg Berhalter
- 2019-2022  Caleb Porter
- 2023-  Wilfried Nancy

Alla fondazione della MLS, nel 1996, il proprietario del Columbus Crew era l'imprenditore Lamar Hunt, noto per il suo mecenatismo sportivo. Alla sua morte nel 2006 il club passò in mano al figlio Clark. Nel luglio del 2013 il gruppo Hunt cedette le quote del club alla Precourt Sports Ventures. Vista l'impossibilità per Precourt di ottenere lo spostamento della franchigia nella città di Austin, in Texas, nel 2019 la proprietà dei Crew venne ceduta alla famiglia Haslam, già proprietaria della squadra di football americano dei Cleveland Browns.
- 1996-2006  Lamar Hunt
- 2006-2013  Clark Hunt
- 2013-2018  Anthony Precourt
- 2019-2024  Tim Bezbatchenko
- 2024-  Issa Tall

### Columbus Crew 2
Dal 2022 il Columbus Crew schiera una squadra riserve nella nuova MLS Next Pro, terzo livello della piramide del campionato statunitense di calcio. Nella stagione d'esordio conquista sia la stagione regolare sia il titolo, sconfiggendo per 4-1 il St. Louis City 2 nella finale play-off.

## Palmarès

### Competizioni nazionali

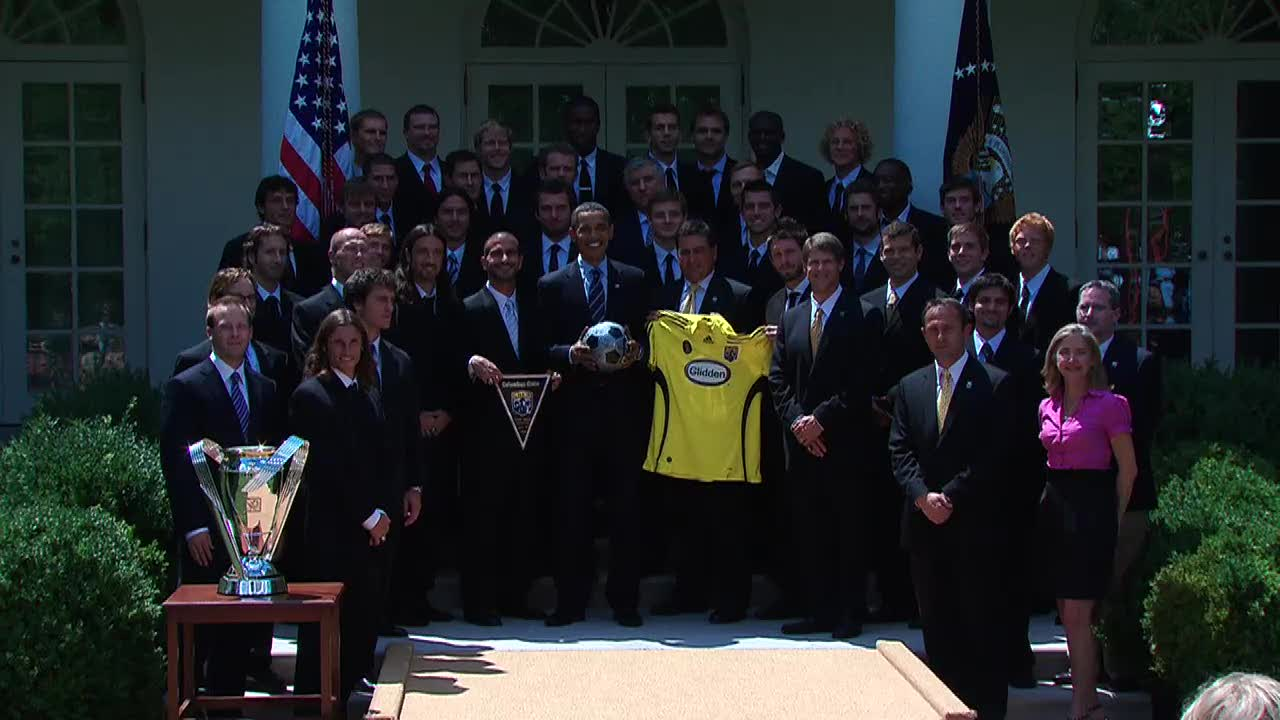
La squadra ricevuta alla Casa Bianca dal presidente degli Stati Uniti, Barack Obama, dopo la vittoria del campionato MLS nel 2008

- Campionato MLS: 3

2008, 2020, 2023
- Lamar Hunt U.S. Open Cup: 1

2002
- MLS Supporters' Shield: 3

2004, 2008, 2009

### Competizioni internazionali
- Campeones Cup: 1

2021
- Leagues Cup: 1

2024

### Altri piazzamenti
- CONCACAF Champions' Cup:

Finalista: 2024

## Statistiche e record

### Partecipazione ai campionati
| Livello | Categoria           | Partecipazioni | Debutto | Ultima stagione | Totale |
| 1º      | Major League Soccer | 30             | 1996    | 2025            | 30     |

### Partecipazioni alle coppe
| Competizione              | Partecipazioni | Debutto   | Ultima stagione | Totale |
| U.S. Open Cup             | 22             | 1998      | 2023            | 22     |
| CONCACAF Champions' Cup   | 1              | 2003      | 2003            | 6      |
| CONCACAF Champions League | 3              | 2009-2010 | 2021            | 6      |
| CONCACAF Champions Cup    | 2              | 2024      | 2025            | 6      |
| CONCACAF Giants Cup       | 1              | 2001      | 2001            | 1      |
| Leagues Cup               | 3              | 2023      | 2025            | 3      |

## Tifoseria

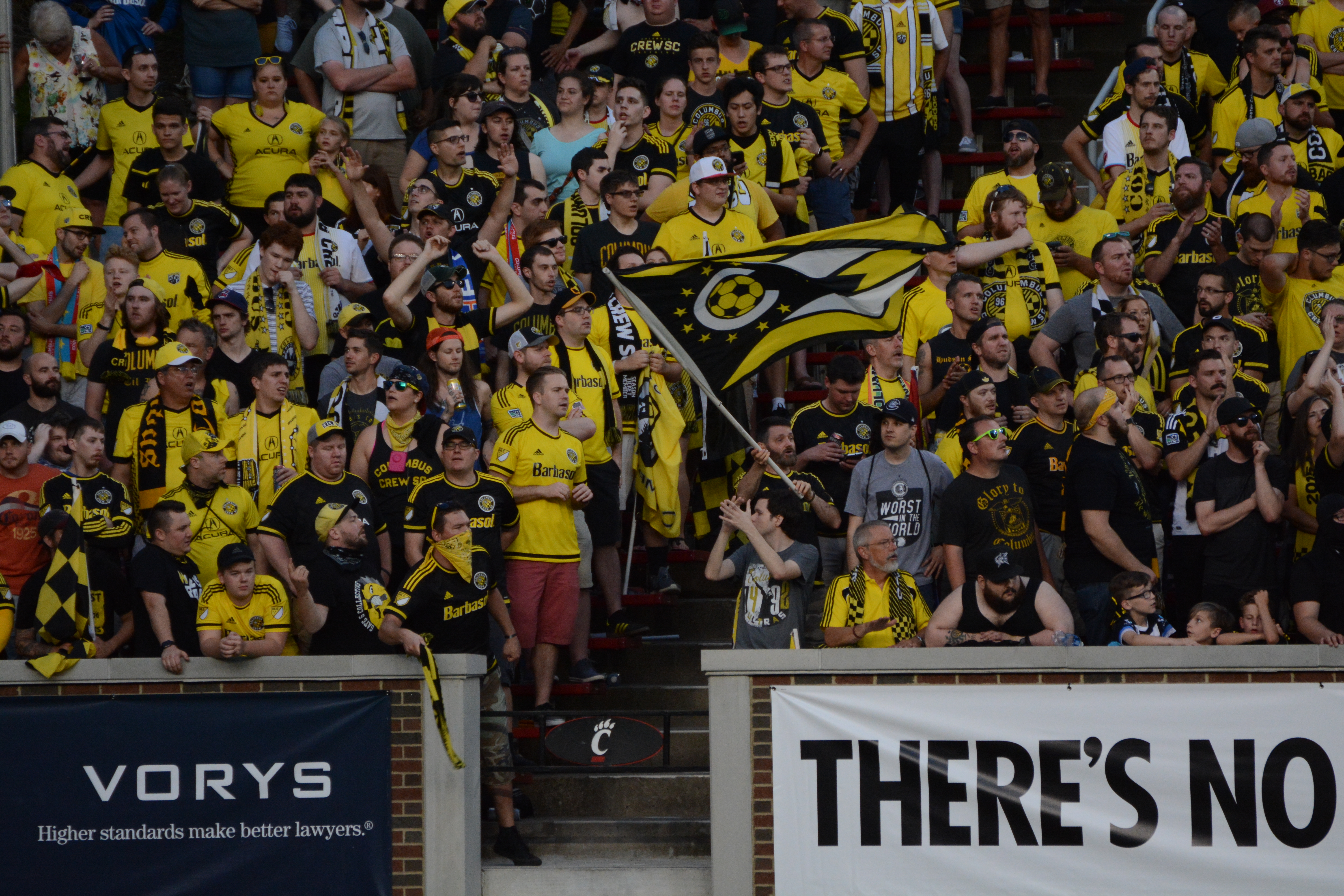
Tifosi di Columbus in un derby contro Cincinnati

Il Columbus Crew è seguito da vari gruppi ultras, differenti per età o origine etnica dei membri, come gli Hudson Street Hooligans, la Turbina Amarilla, i Murderers' Row o la Yellow Nation Army. Tutti questi gruppi sono riuniti nella "Nordecke", parola tedesca che significa "angolo nord", a indicare il settore occupato nello stadio omaggiando le radici tedesche della città. La Nordecke nacque nel 2008 quando, a causa di lavori di ristrutturazione nello stadio, i vari gruppi ultras furono costretti a trasferirsi in un angolo della sezione nord, compattandosi e creando un unico blocco.

### Rivalità
La principale rivalità dei Crew è quella contro l'altra squadra MLS dell'Ohio, il FC Cincinnati: le due squadre si scontrano in quello che è chiamato l'Hell Is Real Derby.
Anche se poco sentite dalla tifoseria, esistono altre due rivalità per le quali la MLS assegna altrettanti trofei: la Trillium Cup contro il Toronto FC e la Lamar Hunt Pioneer Cup contro il FC Dallas.

### Media spettatori
| Stagione | Partite | Totale  | Media  |
| 1996     | 16      | 303.202 | 18.950 |
| 1997     | 16      | 240.650 | 15.041 |
| 1998     | 16      | 196.394 | 12.275 |
| 1999     | 16      | 283.129 | 17.696 |
| 2000     | 16      | 247.220 | 15.451 |
| 2001     | 13      | 227.644 | 17.511 |
| 2002     | 14      | 243.999 | 17.429 |
| 2003     | 15      | 243.756 | 16.250 |
| 2004     | 15      | 253.079 | 16.872 |
| 2005     | 16      | 206.654 | 12.916 |
| 2006     | 16      | 212.699 | 13.294 |
| 2007     | 15      | 228.451 | 15.230 |
| 2008     | 15      | 219.332 | 14.622 |
| 2009     | 15      | 216.699 | 14.447 |
| 2010     | 15      | 219.628 | 14.642 |
| 2011     | 17      | 207.147 | 12.185 |
| 2012     | 17      | 244.752 | 14.397 |
| 2013     | 17      | 273.364 | 16.080 |
| 2014     | 17      | 286.976 | 16.881 |
| 2015     | 17      | 280.716 | 16.513 |
| 2016     | 17      | 291.128 | 17.125 |
| 2017     | 17      | 262.469 | 15.439 |
| 2018     | 17      | 211.603 | 12.447 |
| 2019     | 17      | 252.555 | 14.856 |
| 2020     | 10      | 27.829  | 3.479  |
| 2021     | 17      | 281.918 | 16.583 |
| 2022     | 17      | 327.027 | 19.237 |
| 2023     | 17      | 345.338 | 20.314 |
| 2024     | 17      | 350.974 | 20.646 |

| Stagione | Partite | Totale | Media  |
| 1996     | 1       | 20.807 | 20.807 |
| 1997     | 2       | 22.610 | 11.305 |
| 1998     | 2       | 24.189 | 12.095 |
| 1999     | 2       | 21.966 | 10.983 |
| 2000     |         |        |        |
| 2001     | 1       | 20.883 | 20.883 |
| 2002     | 2       | 23.249 | 11.625 |
| 2003     |         |        |        |
| 2004     | 1       | 15.224 | 15.224 |
| 2005     |         |        |        |
| 2006     |         |        |        |
| 2007     |         |        |        |
| 2008     | 2       | 25.841 | 12.921 |
| 2009     | 1       | 10.109 | 10.109 |
| 2010     | 1       | 10.322 | 10.322 |
| 2011     |         |        |        |
| 2012     |         |        |        |
| 2013     |         |        |        |
| 2014     | 1       | 9.074  | 9.074  |
| 2015     | 3       | 62.390 | 20.797 |
| 2016     |         |        |        |
| 2017     | 2       | 35.705 | 17.853 |
| 2018     | 1       | 12.892 | 12.892 |
| 2019     |         |        |        |
| 2020     | 4       | 3.000  | 1.500  |
| 2021     |         |        |        |
| 2022     |         |        |        |
| 2023     | 3       | 61.160 | 20.387 |
| 2024     | 1       | 19.050 | 19.050 |

## Organico

### Rosa 2025
Aggiornata al 26 luglio 2025.
| N. |                        | Ruolo | Calciatore         |
| -- | ---------------------- | ----- | ------------------ |
| 1  | Guatemala (bandiera)   | P     | Nicholas Hagen     |
| 2  | Argentina (bandiera)   | D     | Andrés Herrera     |
| 4  | Francia (bandiera)     | D     | Rudy Camacho       |
| 6  | Stati Uniti (bandiera) | C     | Darlington Nagbe   |
| 7  | Francia (bandiera)     | C     | Dylan Chambost     |
| 8  | Ungheria (bandiera)    | C     | Dániel Gazdag      |
| 10 | Uruguay (bandiera)     | A     | Diego Rossi        |
| 11 | Nigeria (bandiera)     | A     | Ibrahim Aliyu      |
| 13 | Stati Uniti (bandiera) | C     | Aziel Jackson      |
| 14 | Stati Uniti (bandiera) | C     | Amar Sejdič        |
| 16 | Stati Uniti (bandiera) | C     | Taha Habroune      |
| 18 | Danimarca (bandiera)   | D     | Malte Amundsen     |
| 19 | Canada (bandiera)      | A     | Jacen Russell-Rowe |

| N. |                        | Ruolo | Calciatore         |
| -- | ---------------------- | ----- | ------------------ |
| 20 | Stati Uniti (bandiera) | D     | Derrick Jones      |
| 21 | Ucraina (bandiera)     | C     | Jevhen Čeberko     |
| 23 | Algeria (bandiera)     | D     | Mohamed Farsi      |
| 24 | Stati Uniti (bandiera) | P     | Evan Bush          |
| 25 | Stati Uniti (bandiera) | C     | Sean Zawadzki      |
| 26 | Finlandia (bandiera)   | C     | Lassi Lappalainen  |
| 27 | Stati Uniti (bandiera) | C     | Maximilian Arfsten |
| 28 | Stati Uniti (bandiera) | P     | Patrick Schulte    |
| 29 | Stati Uniti (bandiera) | C     | Cole Mrowka        |
| 31 | Capo Verde (bandiera)  | D     | Steven Moreira     |
| 41 | Bielorussia (bandiera) | P     | Stanislav Lapkes   |
| 48 | Stati Uniti (bandiera) | D     | Cesar Ruvalcaba    |
|    | Francia (bandiera)     | C     | Hugo Picard        |
|    | Palestina (bandiera)   | A     | Wessam Abou Ali    |

### Staff tecnico
Aggiornato al 6 dicembre 2022.
- Wilfried Nancy - Allenatore
- Kwame Ampadu - Vice allenatore
- Yoann Damet - Vice allenatore
- Phil Boerger - Preparatore dei portieri
- Marc Nicholls - Direttore tecnico